# Jörg Bergmeister

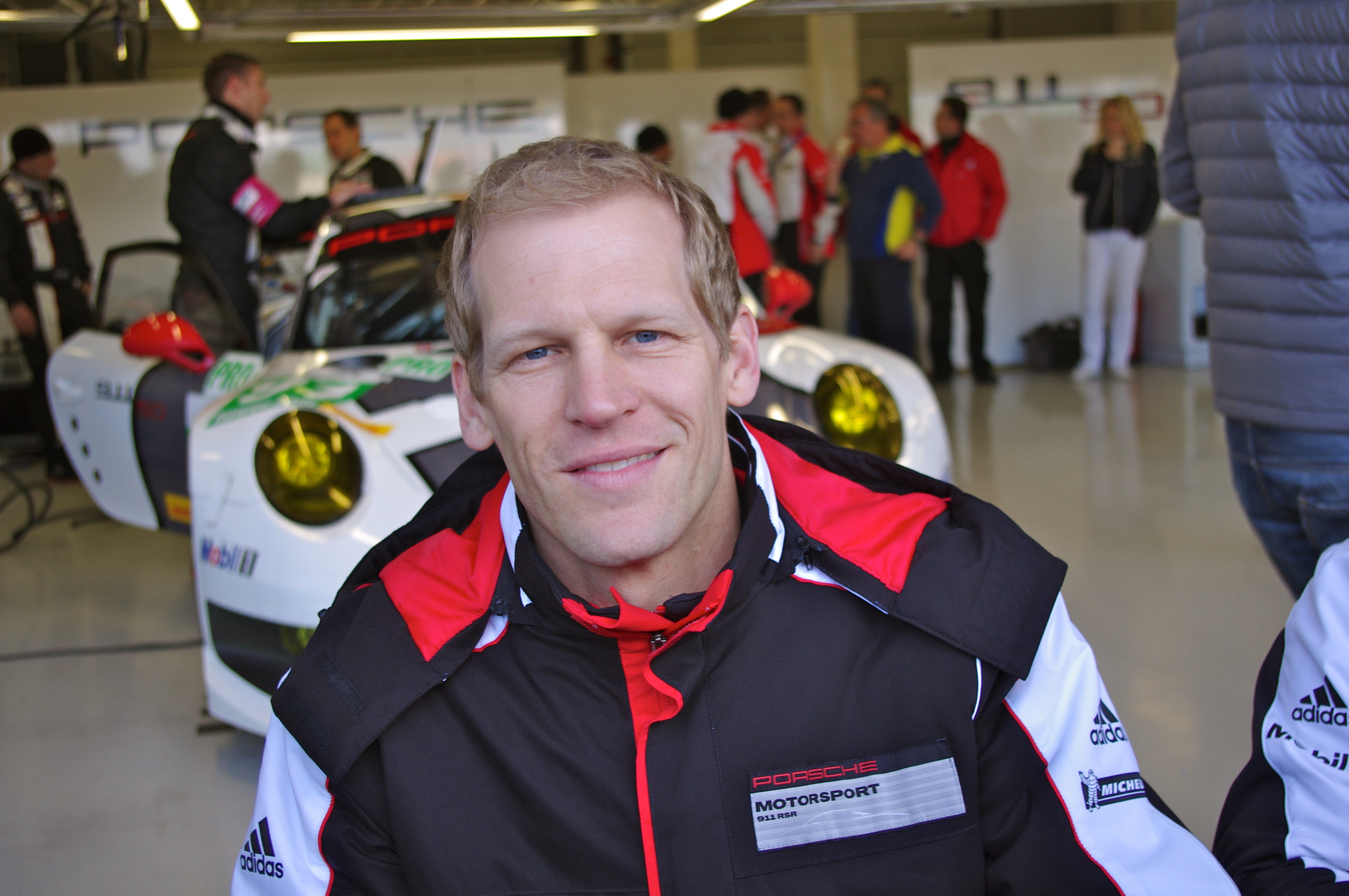
Jörg Bergmeister (2013)

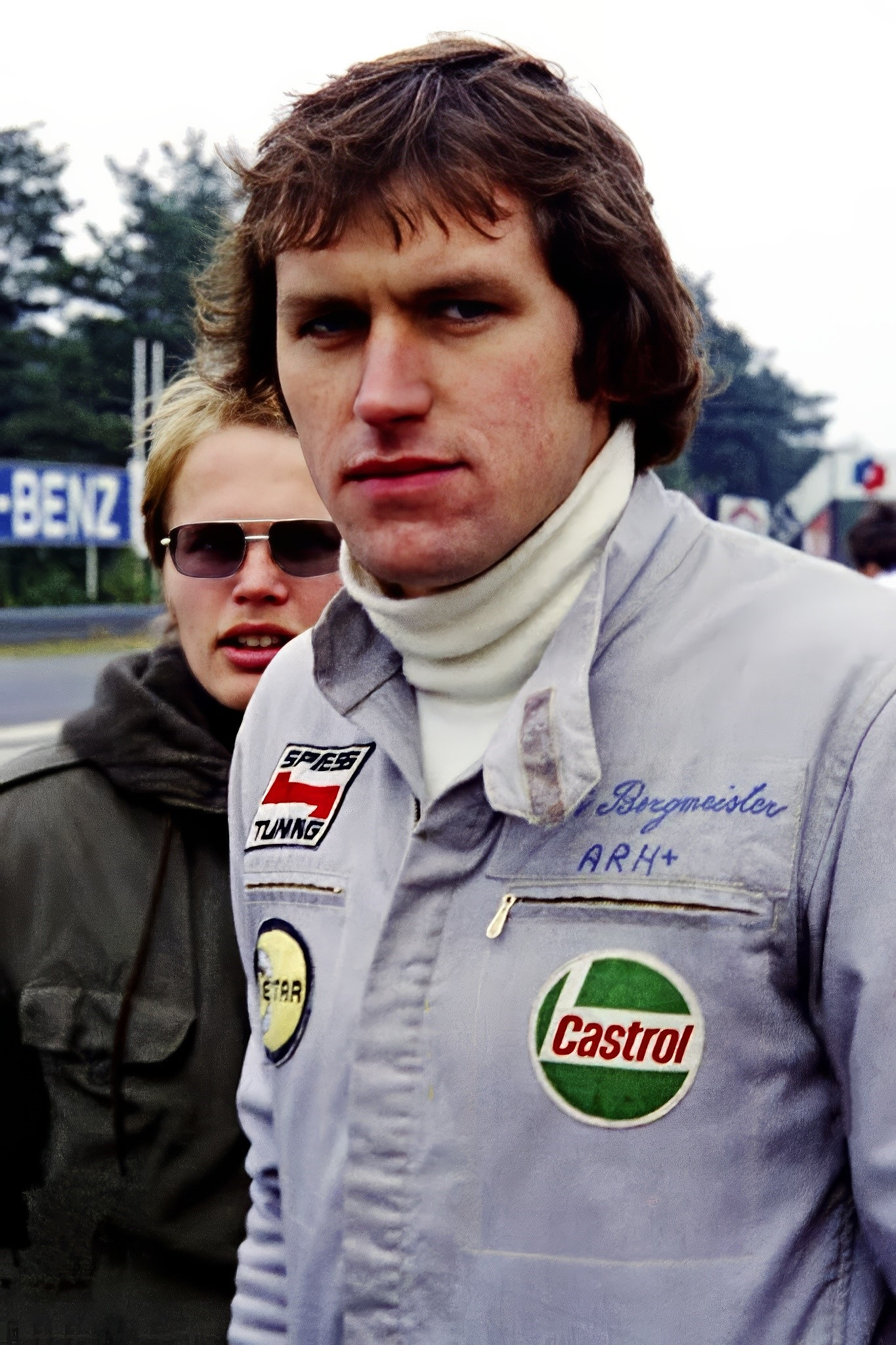
Vater Willi Bergmeister (1975)

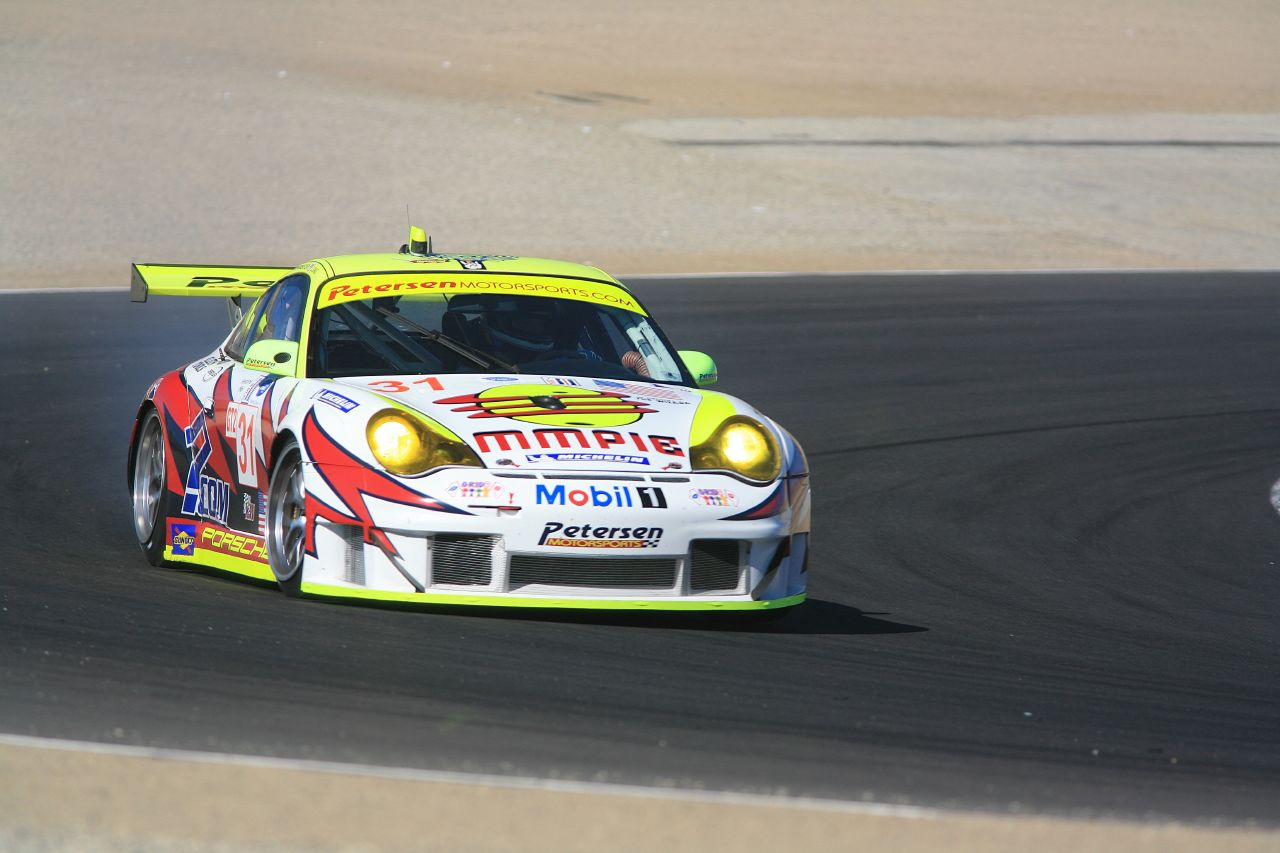
Bergmeister in Laguna Seca 2006

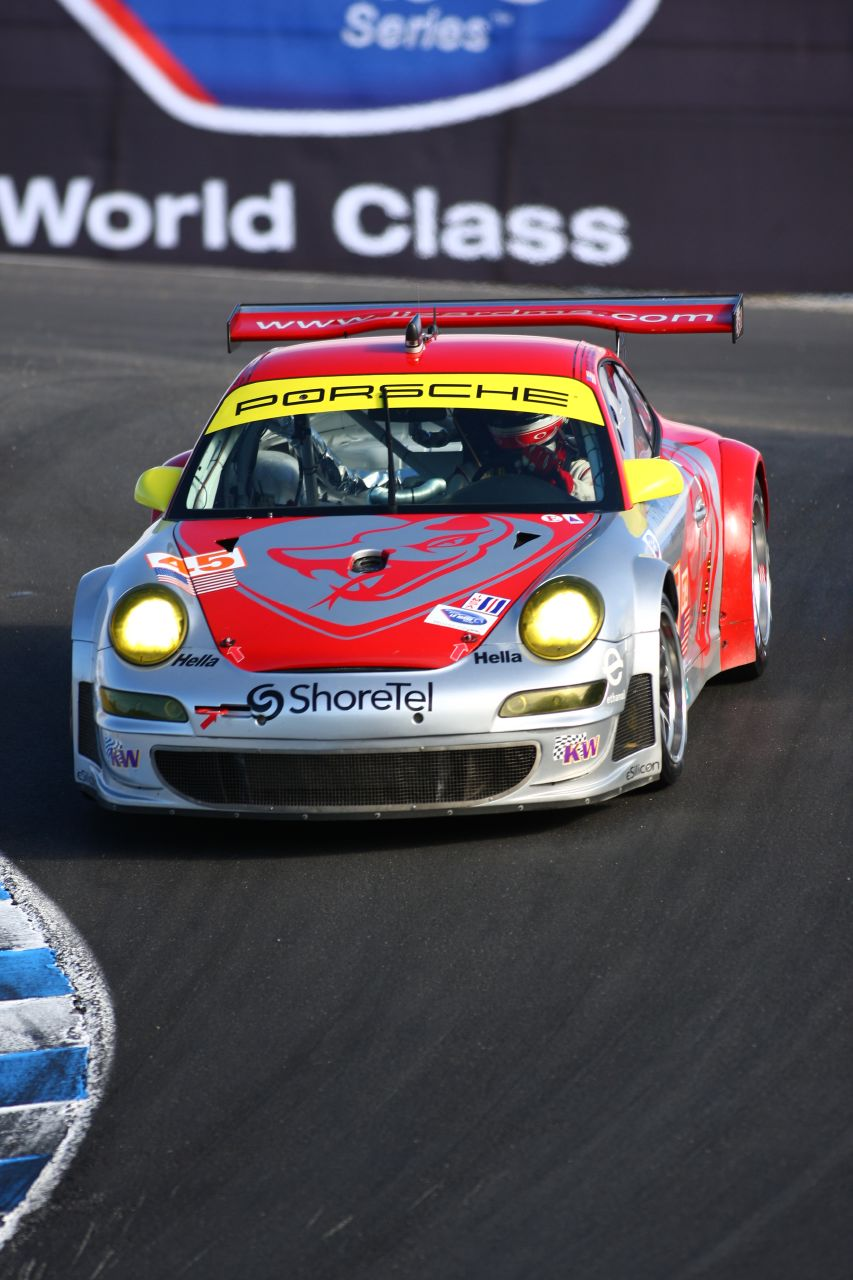
Bergmeister 2007 in Laguna Seca

Jörg Bergmeister (* 13. Februar 1976 in Leverkusen) ist ein ehemaliger deutscher Autorennfahrer, Porsche-Werksfahrer und Markenbotschafter. Er lebt in Langenfeld. Bergmeister ist gelernter Diplom-Betriebswirt. Zu seinen Hobbys zählen unter anderem Mountainbiking und Snowboarding.

## Karriere

### Anfänge im Motorsport
Da bereits sein Vater Willi (1949–2013) im Motorsport aktiv gewesen war, begann er bereits im Alter von 11 Jahren im Kartsport Rennen zu fahren. Nach vier Jahren wechselte Bergmeister in die Formel König, beendete seine erste Saison als Dritter um im Jahr darauf als Meister die Serie zu verlassen. Danach erhielt er ein Cockpit in der Formel Renault und der deutschen Formel Opel, die er 1995 als Vizemeister verließ.

### Porsche Markenpokale
Anders als sein älterer Bruder Tim wandte sich Jörg dem GT-Sport zu und erhielt einen Fahrerplatz im Porsche Carrera Cup Deutschland. Mit Unterbrechung im Jahr 1996, in dem er für eine Saison in der Formel Opel fuhr, blieb er bis 2001 in der Serie. Er steigerte sich in den Jahren weiter, fuhr 1999 auf den dritten Gesamtrang und beendete die Saison 2000 mit dem Meistertitel der Serie. Danach erweiterte Bergmeister sein Engagement auf den Porsche Supercup, den er bereits im ersten Jahr gewann. In seine letzte Saison im deutschen Carrera Cup wurde er indes lediglich von Timo Bernhard geschlagen. Durch seine guten Leistungen in den Markenpokalserien erhielt Bergmeister 2002 einen Vertrag als Porsche-Werksfahrer.

### Porsche Werksfahrer
Sein erster Einsatz im Porsche-Konzern erfolgte beim 24-Stunden-Rennen von Daytona unter anderem mit seinem ehemaligen Cup-Gegner Timo Bernhard. Den Meisterschaftslauf zur Grand-Am Sports Car Series beendete das Team auf dem siebten Gesamtrang und als Klassensieger der GT-Kategorie. Danach wechselte das Team Bernhard/Bergmeister in die American Le Mans Series, um dort einen Porsche 996 GT3 RS zu pilotieren. Der erste Meisterschaftslauf beim 12-Stunden-Rennen von Sebring musste nach einem technischen defekt abgebrochen werden. Über das Jahr steigerten sich die beiden Werkspiloten und beendeten die 500-Meilen von Road America als Klassensieger der GT-Klasse. Blieben jedoch im Verlauf der Saison hinter ihren Team- und Markenkollegen Lucas Luhr und Sascha Maassen zurück. Bereits in seinem ersten Jahr als Werksfahrer erhielt er die Möglichkeit, bei Freisinger Motorsport am 24-Stunden-Rennen von Le Mans teilzunehmen. Zusammen mit Maassen und Romain Dumas beendete er das Rennen auf dem Podium der GT-Kategorie.
2003 folgte ein weiterer Einsatz beim 24-Stunden-Rennen von Daytona. Er, Bernhard und die beiden Amerikaner Kevin Buckler und Michael Schrom holten mit ihren GT-Porsche den Gesamtsieg bei dem Rennen. Ein Unikum, so waren die 2003 eingeführten Daytona-Prototypen dem eingesetzten Porsche 996 GT3 RS überlegen, das Team startete lediglich auf Rang 16 ins Rennen. Jedoch fehlte es den neuen Fahrzeugen an Zuverlässigkeit und der Wagen von The Racers Group gewann den Saisonauftakt der Grand-Am Sports Car Series. Danach wandten sich Bergmeister und Bernhard erneut ihrem Hauptengagement in der American Le Mans Series zu. Das Duo gewann nun drei Meisterschaftsläufe in ihrer Klasse, unter anderem das Langstreckenrennen Petit Le Mans mit Romain Dumas. Am Jahresende belegten die beiden Werksfahrer den dritten Rang der GT-Kategorie, blieben aber hinter ihren Teamkollegen Luhr und Maassen zurück, die die Saison für sich entscheiden konnten. Abseits seiner Einsätze in Amerika war er auch 2003 in Le Mans gemeldet, konnte auf dem Porsche von The Racers Group aber nicht an seine Ergebnisse von Daytona zu Beginn des Jahres anknüpfen.
Anfang 2004 folgte Bergmeisters dritter Einsatz in Daytona, den er dagegen nur im Mittelfeld beendete. Trotz mehrere Klassensiege in der ALMS, entschied sein Teamkollege Bernhard die Meisterschaft allein zu seinen Gunsten. Bergmeister wurde lediglich Dritter, da er beim ersten Lauf in Sebring krankheitsbedingt nicht fahren konnten. Bernhard und Sascha Maassen mussten daher die 12h Sebring alleine bestreiten. Zudem war Bergmeister in diesem Jahr in Europa aktiv. Bei Freisinger Yukos Motorsport fuhr er sowohl das 24-Stunden-Rennen von Spa-Francorchamps als auch einen weiteren Lauf der FIA-GT-Meisterschaft in Imola. Beide Meisterschaftsläufe beendet er auf dem Podium und verhalf damit der deutschen Mannschaft zum Meistertitel der Serie. Beim meisterschaftsunabhängigen 24-Stunden-Rennen von Le Mans gewann Bergmeister zudem mit Sascha Maassen und Patrick Long seine Klasse. Sein Saisonabschluss bildete dann das 6-Stunden-Rennen von Vallelunga, das er für Autolando Motorsport auf den vierten Gesamtrang und als Klassensieger der N-GT beendete.

### Pause
2005 war Bergmeister nicht länger für das Porsche-Werksteam aktiv. Er nutzte die Gelegenheit und erweiterte sein Engagement auf die Grand-Am Sports Car Series. The Racers Group, mit dem er bereits mehrere Jahre beim 24-Stunden-Rennen von Daytona fuhr, setzten mit Krohn Racing ein Gemeinschaftsprojekt mit einem von Pontiac angetriebenen Daytona-Prototypen um. Bergmeister war zunächst neben Max Papis auf dem Fahrzeug genannt. Im Laufe der Saison wechselte sein Teamkollege jedoch zwischen Papis und Christian Fittipaldi. Mit beiden Fahrern beendete er mehrere Rennen auf dem Podium, mit Fittipaldi siegte er zudem beim 250-Meilen-Rennen von Watkins Glen International und wurde am Jahresende Vierte der Fahrerwertung. Trotz seines Vertrags in der Grand-Am, blieb Bergmeister auch der American Le Mans Series erhalten. Zusammen mit Porsche-Werksfahrer Patrick Long gewann er sechs der zehn Meisterschaftsläufe in seiner Klasse. Auch die beiden deutlich längeren Rennen dem Petit Le Mans und den 12 Stunden von Sebring. Sein einziges europäisches Rennen im Jahr 2005 bestritt Bergmeister in Le Mans. Erneut mit Long und Bernhard an seiner Seite fuhr er auf das Podium in der GT2-Kategorie und wurde lediglich von Mike Rockenfeller, Marc Lieb und Leo Hindery geschlagen.
2006 beendete The Racers Group das Prototypenprojekt und wechselte in die GT-Klasse der Grand-Am Sports Car Series. Bergmeister hingegen blieb bei Tracy Krohn und fuhr weiterhin einen Riley Mk XI. War in dem Fahrzeug zunächst Pontiac-Motor verbaute, wechselte die Mannschaft nach dem 24-Stunden-Rennen von Daytona zu Ford, auch musste er sich erneut auf verschiedenen Teamkollegen einstellen. Neben Colin Braun und Niclas Jönsson vertraute Krohn neben dem Stammfahrer Bergmeister auf Boris Said. Am Ende der Saison beendete Bergmeister drei Läufe als Gesamtsieger und als Meister der Serie. Auch in der American Le Mans Series konnte er seinen GT2-Titel verteidigen, er und Patrick Long beendeten drei Meisterschaftsläufe als Klassensieger. In Le Mans bildete Bergmeister, nicht wie bislang mit seinem ALMS-Teamkollegen Long ein Team, sondern griff neben Tracy Krohn und Niclas Jönsson ins Steuer des 996 GT3 RSR. Im Morgengrauen blieb Bergmeister, nach einem Unfall, auf der Strecke liegen.

### Wieder bei Porsche
Zum Jahresende teste Bergmeister zudem den Daytona-Prototyp Crawford DP03 mit Porsche-Motor seines ehemaligen American-Le-Mans-Einsatzteams Alex Job Racing. So wurde Bergmeister in der Winterpause wieder in den Werksfahrerkader aufgenommen und bestritt nun eine weitere Saison in der Grand-Am. Ihm zur Seite gestellt wurde Patrick Long. Mit dem neuen Wagen konnte er jedoch nicht an seine Leistungen im Vorjahr anknüpfen. Bis auf seinen Sieg in Laguna Seca fuhr das Duo im Mittelfeld der Prototypen-Klasse. In der American Le Mans Series wechselte Bergmeister zu Flying Lizard Motorsports und bekam mit Johannes van Overbeek einen neuen Teamkollegen und mit dem Porsche 997 GT3 RSR ein neues Einsatzgerät. Trotz guter Resultate, unter anderem ein Klassensieg beim Petit Le Mans verstärkt durch Marc Lieb, wurden Overbeek und Bergmeister von Mika Salo und Jaime Melo geschlagen. In Le Mans fiel er, van Overbeek und Teameigner von Flying Lizard Seith Neiman mit Getriebeschaden aus.
Für die Saison 2008 konzentrierte sich Bergmeister stärker auf die American Le Mans Series. In der Grand-Am Sportscar Series bestritt er lediglich das 24-Stunden-Rennen von Daytona auf einem Porsche 997 GT3 Cup für Farnbacher Loles. Den Lauf beendete er nach technischen Problemen im hinteren Mittelfeld. Beim folgenden 12-Stunden-Rennen von Sebring der ALMS siegte er mit Marc Lieb und seinem neuen Teamkollegen Wolf Henzler in der GT2-Kategorie. Durch drei weitere Klassensiege gewann das Fahrerduo sowohl den Fahrer- als auch den Teamtitel der GT2-Kategorie. In Le Mans hingegen fiel das Team von Flying Lizard nach einem Unfall mit anschließendem Reparaturboxenstopp weit zurück und spielte im Kampf um das GT2-Podium keine Rolle. Zudem unterstützte er, wenn möglich, seinen Bruder Tim im ADAC GT Masters. So gewannen die Brüder beide Läufe am Lausitzring und eröffneten somit Tim Bergmeister den Titel in der deutschen GT-Serie.
2009 wurde Bergmeister für das namensgebende Rennen der Grand-Am-Fahrzeugkategorie The Racers Group zugeteilt. Er, Justin Marks, Andy Lally, Richard Valentine und Patrick Long beendeten das 24-Stunden-Rennen im Cup-Porsche als Sieger der GT-Kategorie. Danach bildete er erneut mit Long das Einsatzteam für die American Le Mans Series, mit dem er sechs der zehn Meisterschaftsläufe als Klassensieger beendete und am Jahresende zum vierten Mal einen Titel in einer GT-Kategorie der ALMS einfuhr. Zudem unterstützte er in drei Meisterschaftsläufen der FIA GT den britischen Rennstall Trackspeed, kam mit seinen wechselnden Teamkollegen jedoch nicht über Mittelfeldplatzierungen hinaus. Sein verbleibender europäischer Einsatz bei Flying Lizard in Le Mans musste Bergmeister vorzeitig beenden. Nach mehreren technischen Problem in der Nacht und einer Kollision am Morgen zog Teameigner Seith Neiman den Wagen aus dem Rennen zurück.
Im Jahr 2010 kooperierte Flying Lizard Motorsport mit The Racers Group beim 24-Stunden-Rennen von Daytona. So fuhr Bergmeister mit Patrick Long, Seith Neiman und Johannes van Overbeek auf das Podium der GT-Kategorie. Zudem wird er für das Team von Neiman mit Teamkollegen Long versuchen seinen GT2-Titel in der American Le Mans Series zu verteidigen.
Bergmeister beendete seine Karriere nach dem 24-Stunden-Rennen von Le Mans 2019 und wechselte in die Entwicklungsabteilung von Porsche.
2020 kehrte Bergmeister für das 24-Stunden-Rennen auf dem Nürburgring zurück, da Porsche aufgrund positiver Tests auf COVID-19 beim zuvor stattfindenden 24-Stunden-Rennen von Le Mans einige ursprünglich für das Rennen auf dem Nürburgring eingeplante Fahrer zurückziehen musste. Er belegte mit dem Team KCMG den 13. Platz.

## Statistik

### Erfolgsliste (Auszug)
- 1993: 1. Platz Formel König
- 2000: 1. Platz Porsche Carrera Cup
- 2001: 1. Platz Porsche Pirelli Supercup
- 2002, 2003, 2009: 1. Platz 24h Daytona (GT-Klasse); zudem 2003 Gesamtsieg
- 2004: 1. Platz 24-Stunden-Rennen von Le Mans (GT-Klasse)
- 2005, 2006, 2008, 2009, 2010: 1. Platz ALMS (GT/GT2-Klasse)
- 2006: 1. Platz Grand-Am (DP-Klasse)
- 2010: 1. Platz 24h Spa Gesamtsieg

### Le-Mans-Ergebnisse
| Jahr | Team                                | Fahrzeug            | Teamkollege           | Teamkollege         | Platzierung             | Ausfallgrund |
| ---- | ----------------------------------- | ------------------- | --------------------- | ------------------- | ----------------------- | ------------ |
| 2002 | Freisinger Motorsport               | Porsche 996 GT3 RS  | Romain Dumas          | Sascha Maassen      | Rang 17                 |              |
| 2003 | K. Buckler / The Racers Group       | Porsche 996 GT3 RS  | Kevin Buckler         | Timo Bernhard       | Rang 20                 |              |
| 2004 | Dale White / White Lightning Racing | Porsche 996 GT3 RSR | Patrick Long          | Sascha Maassen      | Rang 10 und Klassensieg |              |
| 2005 | White Lightning Racing              | Porsche 996 GT3 RSR | Patrick Long          | Timo Bernhard       | Rang 11                 |              |
| 2006 | White Lightning Racing              | Porsche 996 GT3 RSR | Tracy Krohn           | Niclas Jönsson      | Ausfall                 | Unfall       |
| 2007 | Flying Lizard Motorsports           | Porsche 997 GT3 RSR | Johannes van Overbeek | Seth Neiman         | Ausfall                 | Getriebe     |
| 2008 | Flying Lizard Motorsports           | Porsche 997 GT3 RSR | Johannes van Overbeek | Seth Neiman         | Rang 32                 |              |
| 2009 | Flying Lizard Motorsports           | Porsche 997 GT3 RSR | Darren Law            | Seth Neiman         | Ausfall                 | Unfall       |
| 2010 | Flying Lizard Motorsports           | Porsche 997 GT3 RSR | Darren Law            | Seth Neiman         | Ausfall                 | Kühler       |
| 2011 | Flying Lizard Motorsports           | Porsche 997 GT3 RSR | Patrick Long          | Lucas Luhr          | Rang 18                 |              |
| 2012 | Flying Lizard Motorsports           | Porsche 997 GT3 RSR | Patrick Long          | Marco Holzer        | Ausfall                 | Unfall       |
| 2013 | Porsche AG Team Manthey             | Porsche 911 RSR     | Patrick Pilet         | Timo Bernhard       | Rang 16                 |              |
| 2014 | Porsche AG Team Manthey             | Porsche 911 RSR     | Patrick Pilet         | Nick Tandy          | Rang 36                 |              |
| 2015 | Porsche Team Manthey                | Porsche 911 RSR     | Richard Lietz         | Michael Christensen | Rang 30                 |              |
| 2016 | Porsche Motorsport North America    | Porsche 911 RSR     | Frédéric Makowiecki   | Earl Bamber         | Ausfall                 | Aufhängung   |
| 2018 | Project 1                           | Porsche 911 RSR     | Patrick Lindsey       | Egidio Perfetti     | Rang 35                 |              |
| 2019 | Project 1                           | Porsche 911 RSR     | Patrick Lindsey       | Egidio Perfetti     | Rang 31 und Klassensieg |              |

### Sebring-Ergebnisse
| Jahr | Team                      | Fahrzeug            | Teamkollege           | Teamkollege         | Teamkollege | Platzierung             | Ausfallgrund |
| ---- | ------------------------- | ------------------- | --------------------- | ------------------- | ----------- | ----------------------- | ------------ |
| 2002 | Alex Job Racing           | Porsche 911 GT3-RS  | Timo Bernhard         | Marc Lieb           |             | Ausfall                 | Elektrik     |
| 2003 | Alex Job Racing           | Porsche 911 GT3-RS  | Timo Bernhard         |                     |             | Rang 17                 |              |
| 2005 | Petersen White Lightning  | Porsche 996 GT3-RSR | Patrick Long          | Lucas Luhr          |             | Rang 7 und Klassensieg  |              |
| 2006 | Petersen White Lightning  | Porsche 996 GT3-RSR | Niclas Jönsson        | Tim Bergmeister     |             | Rang 16                 |              |
| 2007 | Flying Lizard Motorsports | Porsche 996 GT3-RSR | Johannes van Overbeek | Marc Lieb           |             | Rang 13                 |              |
| 2008 | Flying Lizard Motorsports | Porsche 997 GT3 RSR | Wolf Henzler          | Marc Lieb           |             | Rang 12 und Klassensieg |              |
| 2009 | Flying Lizard Motorsports | Porsche 997 GT3 RSR | Patrick Long          | Marc Lieb           |             | Rang 10                 |              |
| 2010 | Flying Lizard Motorsports | Porsche 997 GT3 RSR | Patrick Long          | Marc Lieb           |             | Rang 9                  |              |
| 2011 | Flying Lizard Motorsports | Porsche 997 GT3 RSR | Patrick Long          | Marc Lieb           |             | Rang 16                 |              |
| 2012 | Flying Lizard Motorsports | Porsche 997 GT3 RSR | Patrick Long          | Marco Holzer        |             | Rang 50                 |              |
| 2014 | Porsche North America     | Porsche 911 RSR     | Patrick Long          | Michael Christensen |             | Rang 12 und Klassensieg |              |
| 2015 | Porsche North America     | Porsche 911 RSR     | Frédéric Makowiecki   | Nick Tandy          | Earl Bamber | Rang 21                 |              |
| 2016 | Park Place Motorsports    | Porsche 911 GT3 R   | Patrick Lindsey       | Matt McMurry        |             | Ausfall                 | Unfall       |
| 2017 | Park Place Motorsports    | Porsche 911 GT3 R   | Patrick Lindsey       | Matt McMurry        | Jan Heylen  | Rang 21                 |              |
| 2018 | Park Place Motorsports    | Porsche 911 GT3 R   | Patrick Lindsey       | Tim Pappas          |             | Rang 25                 |              |

### Einzelergebnisse in der FIA-Langstrecken-Weltmeisterschaft
| Saison  | Team                      | Rennwagen           | 1   | 2   | 3   | 4   | 5   | 6   | 7   | 8   | 9   |
| ------- | ------------------------- | ------------------- | --- | --- | --- | --- | --- | --- | --- | --- | --- |
| 2012    | Flying Lizard Motorsports | Porsche 997 GT3 RSR | SEB | SPA | LEM | SIL | SAO | BAH | FUJ | SHA |     |
| 2012    | Flying Lizard Motorsports | Porsche 997 GT3 RSR | 50  |     | DNF |     |     |     |     |     |     |
| 2013    | Manthey-Racing            | Porsche 911 RSR     | SIL | SPA | LEM | SAO | AUS | FUJ | SHA | BAH |     |
| 2013    | Manthey-Racing            | Porsche 911 RSR     | 20  | DNF | 16  | 12  | 20  | 15  | 14  | 10  |     |
| 2014    | Manthey-Racing            | Porsche 911 RSR     | SIL | SPA | LEM | AUS | FUJ | SHA | BAH | SAO |     |
| 2014    | Manthey-Racing            | Porsche 911 RSR     | 8   | 14  | 36  | 16  | 16  | 17  | 16  | 12  |     |
| 2015    | Manthey-Racing            | Porsche 911 RSR     | SIL | SPA | LEM | NÜR | AUS | FUJ | SHA | BAH |     |
| 2015    | Manthey-Racing            | Porsche 911 RSR     | 30  |     |     |     |     |     |     |     |     |
| 2016    | Porsche North America     | Porsche 911 RSR     | SIL | SPA | LEM | NÜR | MEX | AUS | FUJ | SHA | BAH |
| 2016    | Porsche North America     | Porsche 911 RSR     | DNF |     |     |     |     |     |     |     |     |
| 2018/19 | Project 1                 | Porsche 911 RSR     | SPA | LEM | SIL | FUJ | SHA | SEB | SPA | LEM |     |
| 2018/19 | Project 1                 | Porsche 911 RSR     | 31  | 34  | 19  | 23  | 22  | 22  | 29  | 31  |     |
| 2019/20 | Project 1                 | Porsche 911 RSR     | SIL | FUJ | SHA | BAH | AUS | SPA | LEM | BAH |     |
| 2019/20 | Project 1                 | Porsche 911 RSR     |     |     |     |     | 13  |     |     |     |     |